# Komisja Spraw Zagranicznych Senatu Stanów Zjednoczonych
Komisja Spraw Zagranicznych Senatu Stanów Zjednoczonych (ang. United States Senate Committee on Foreign Relations) jest jedną z tzw. stałych (standing) i najstarszych komisji amerykańskiego Senatu.
Oczywistym jest, iż ponieważ sprawy zagraniczne odgrywają pierwszoplanową rolę w polityce państwa, które jest mocarstwem mającym interesy na całym świecie, przeto komisja spraw zagranicznych Senatu jest jednym z najistotniejszych oraz najbardziej wpływowych jego organów (co stawia ją w równym szeregu z takimi stałymi i starymi komisjami, jak odpowiedzialne za siły zbrojne, finanse, budżet, sądownictwo czy sprawy ustawodawcze). W ogóle komisje kongresowe i ich kierownictwo odgrywa bardzo ważną rolę w całym procesie ustawodawczym, gdyż decyduje o kształcie, a nawet dopuszczeniu rozmaitych projektów pod głosowanie i obrady plenarne.
Istnieje co prawda siostrzany komitet Izby Reprezentantów (Komisja Relacji Międzynarodowych, czyli U.S. House Committee on International Relations), ale zważywszy na znacznie większe kompetencje izby wyższej Kongresu (m.in. zatwierdzanie lub odrzucanie nominacji na stanowiska przedstawicielskie za granicą, sekretarzy stanu czy ambasadora przy ONZ oraz traktatów i układów), siłą rzeczy senacka komisja, a zwłaszcza jej przewodniczący i członkowie większości, należą do najbardziej wpływowych osób kształtujących polityką zagraniczną w Waszyngtonie.

## Obecni członkowie (111. Kongres)

### Większośćdemokratyczna

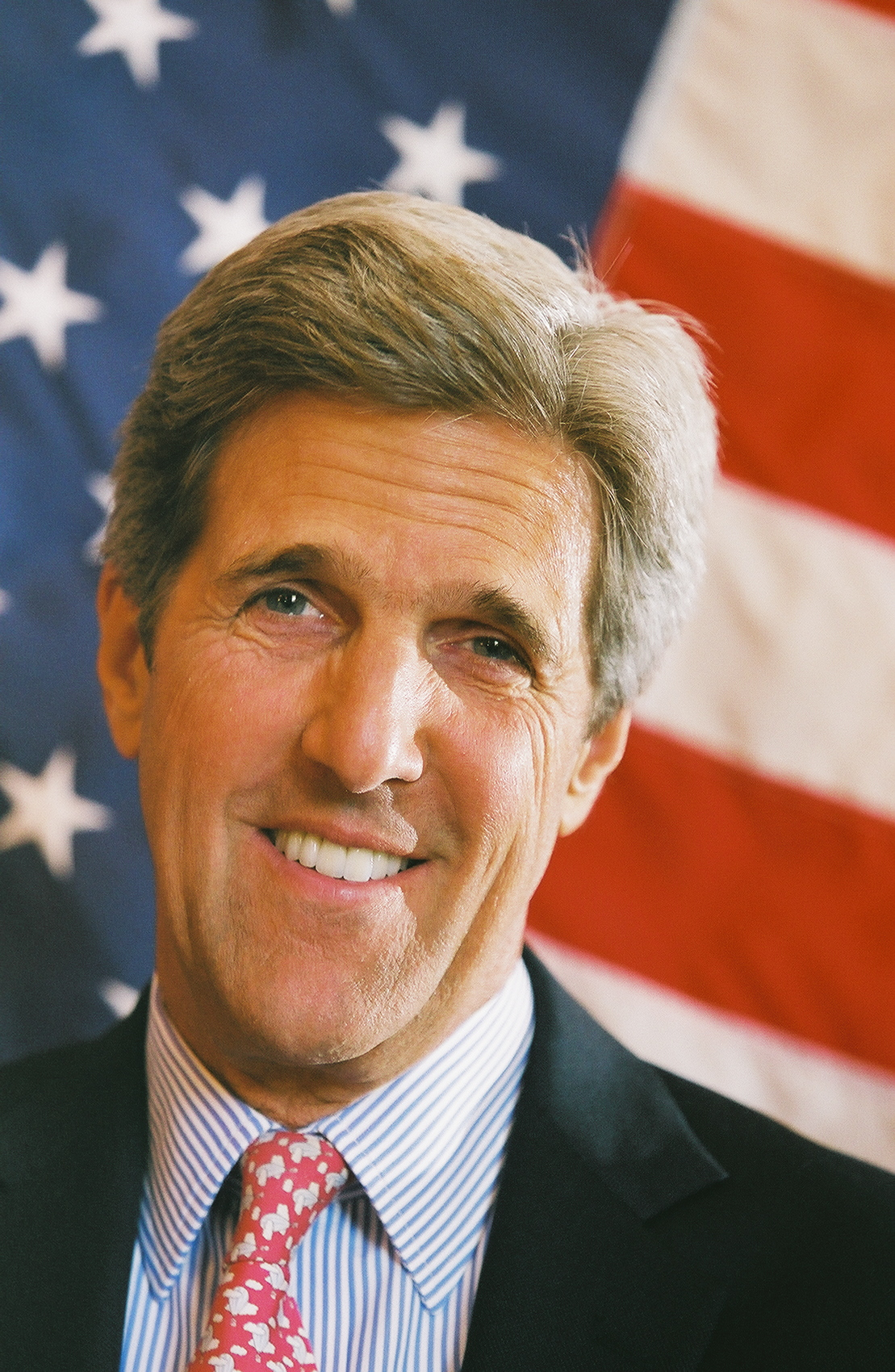
John Kerry (Massachusetts) – przewodniczący (chairman)

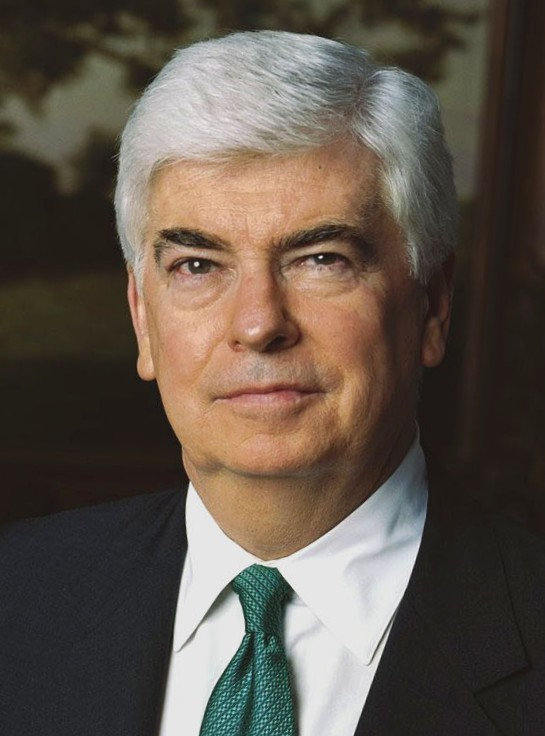
Christopher Dodd (Connecticut)
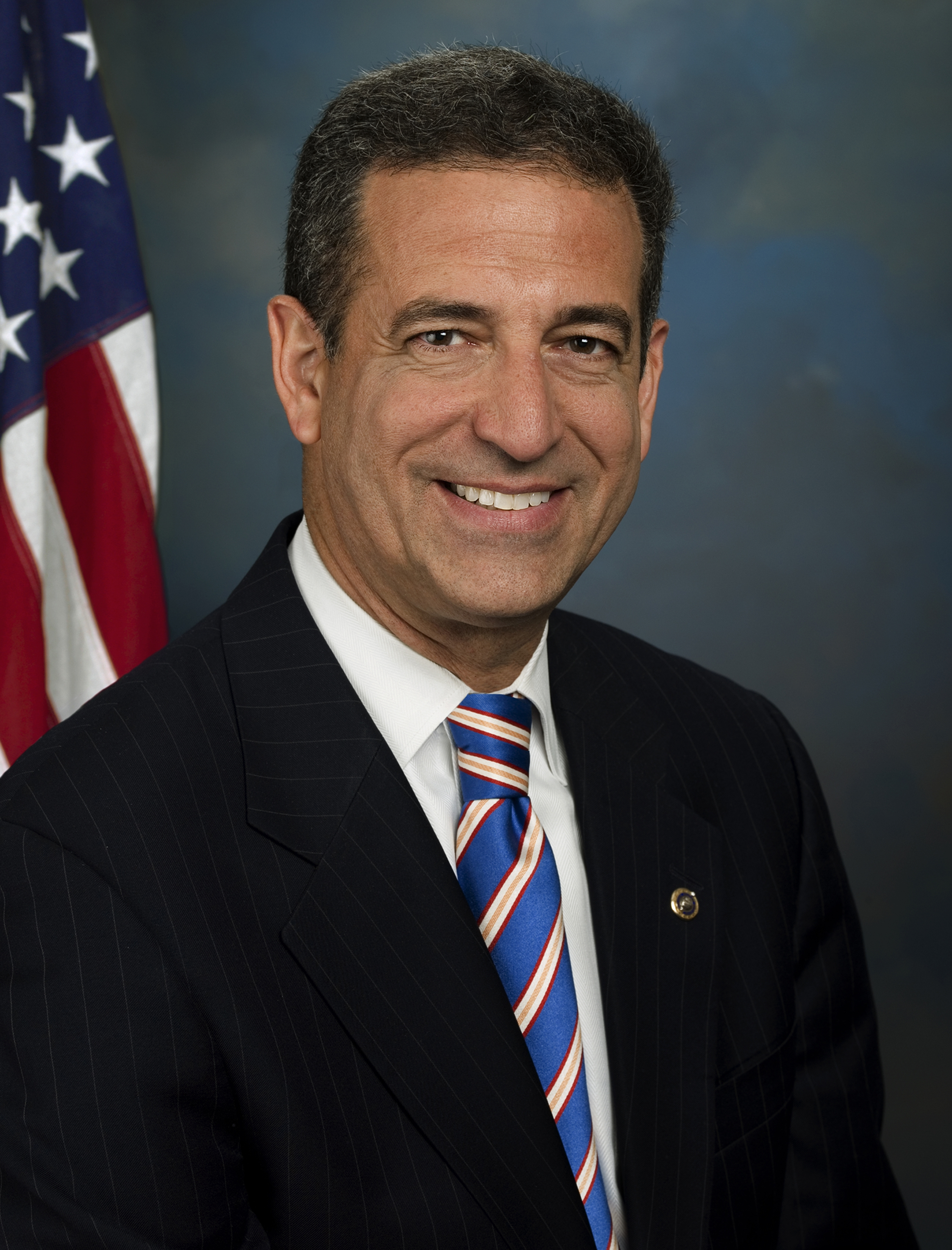
Russ Feingold (Wisconsin)
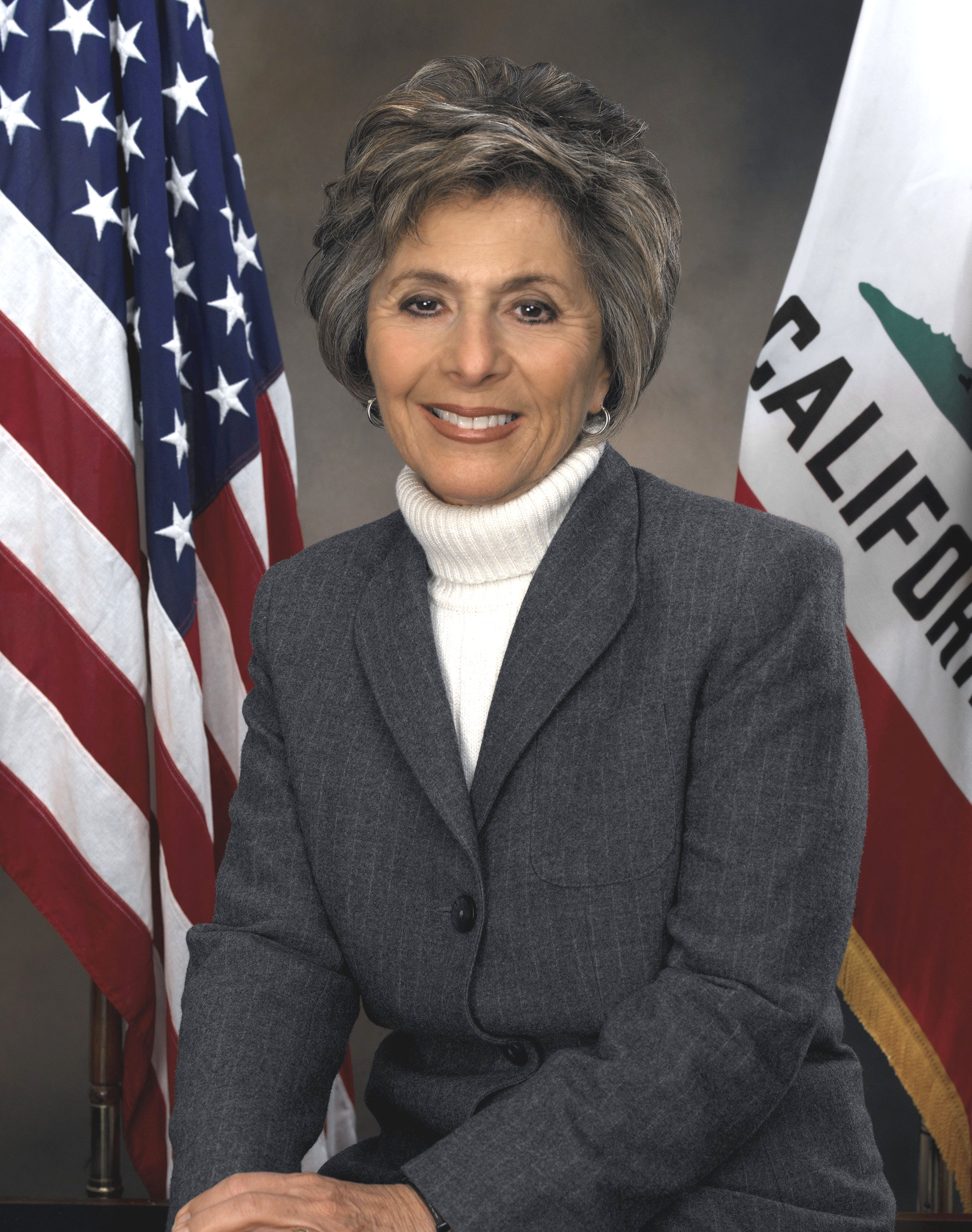
Barbara Boxer (Kalifornia)
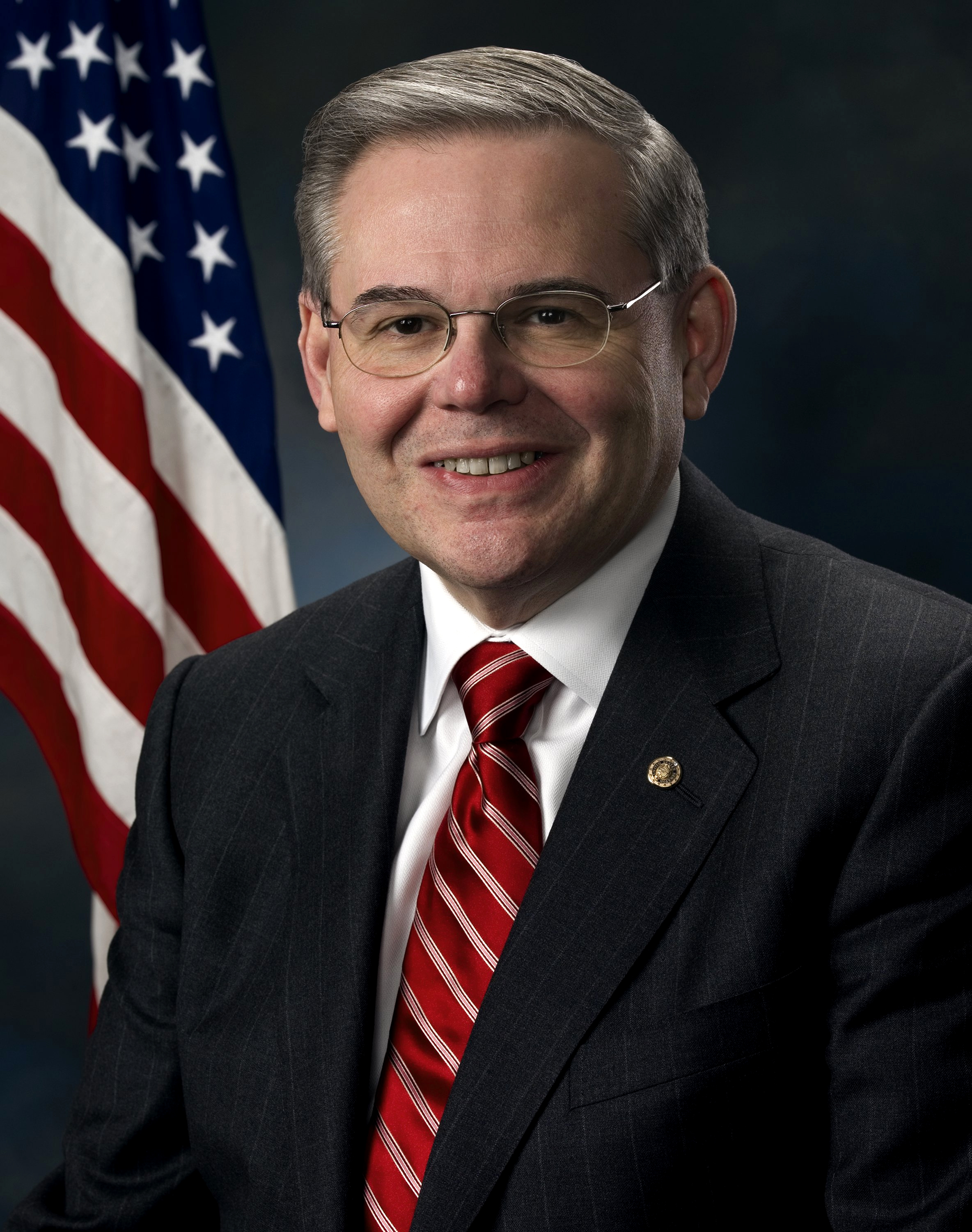
Robert Menendez (New Jersey)
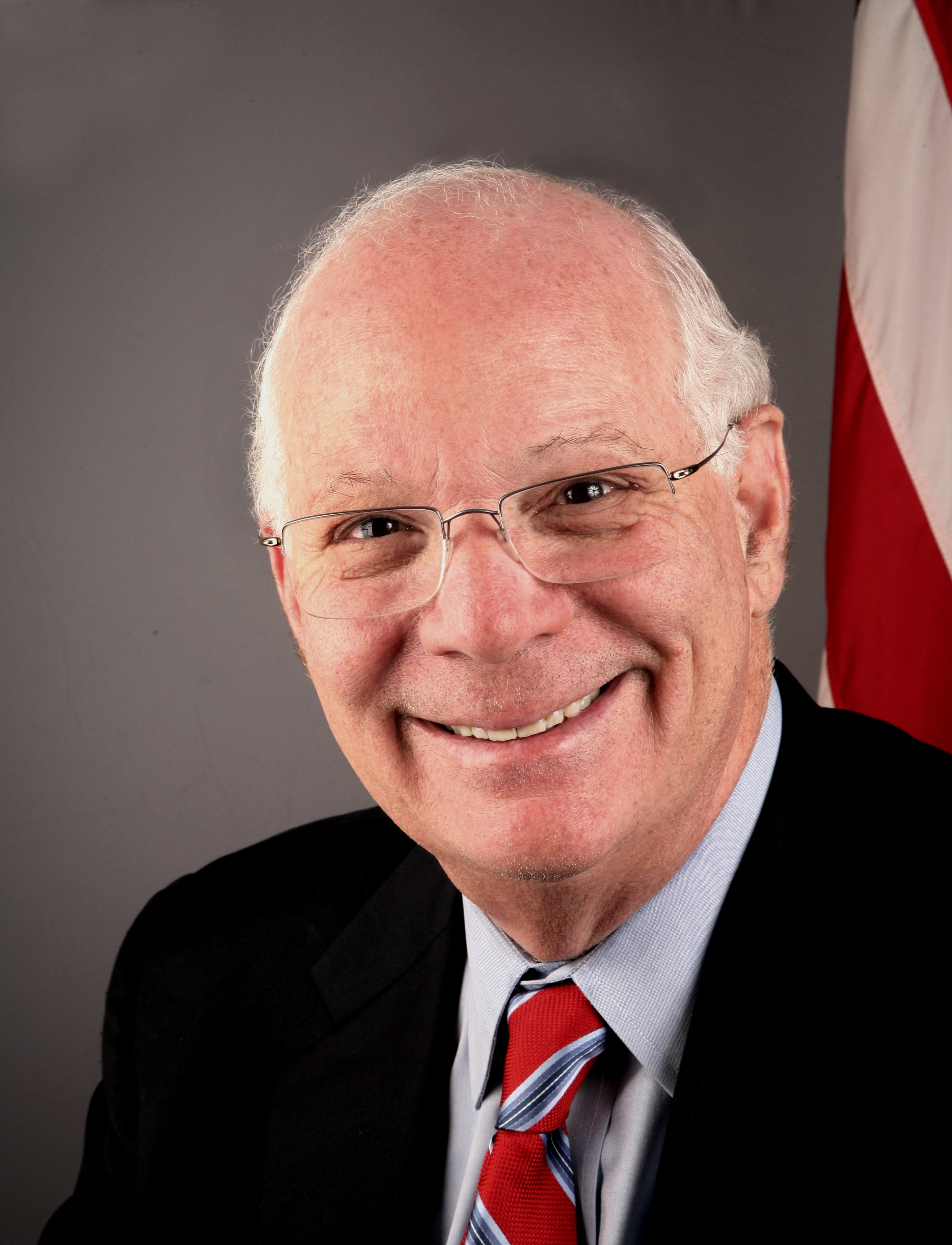
Ben Cardin (Maryland)
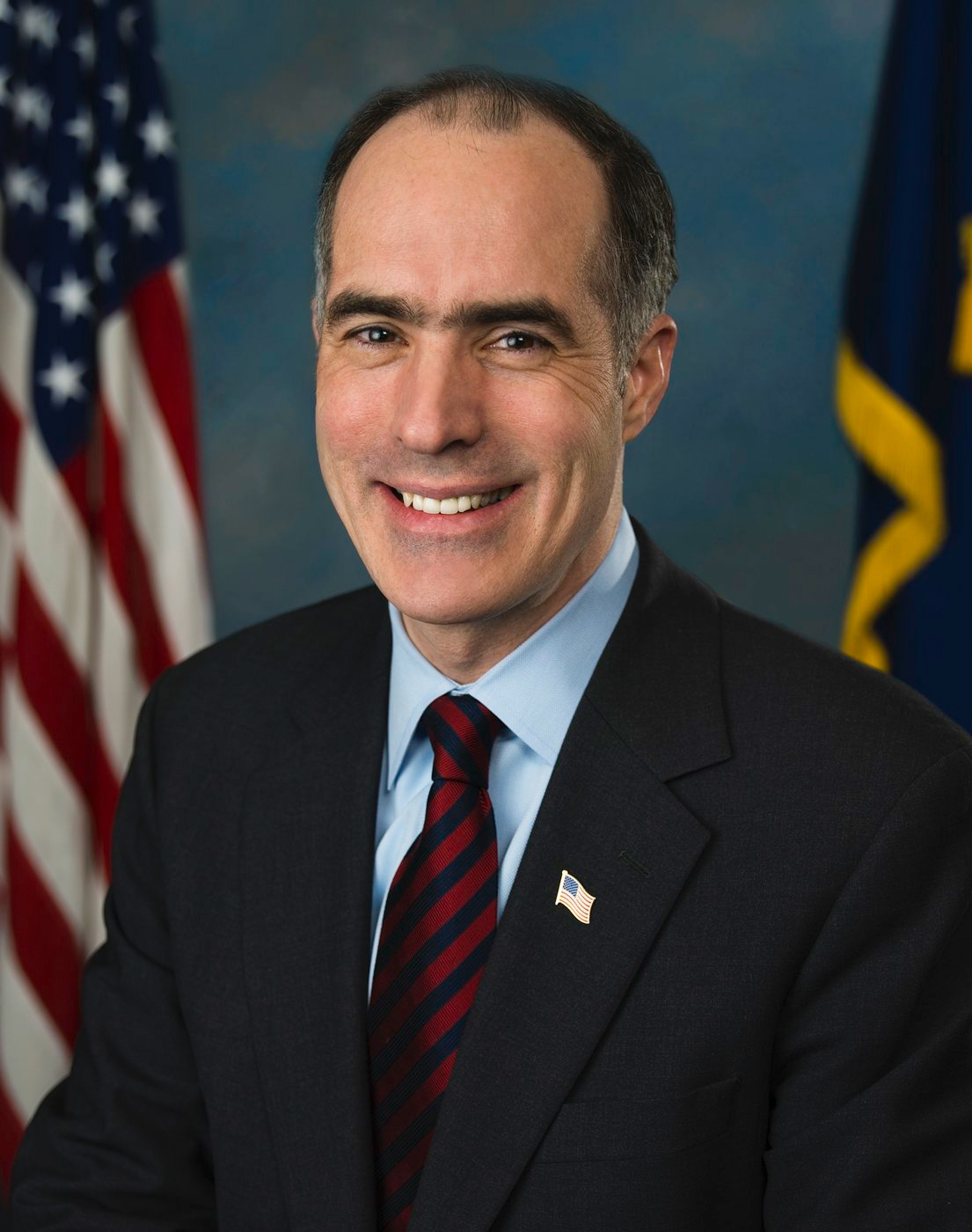
Bob Casey Jr. (Pensylwania)
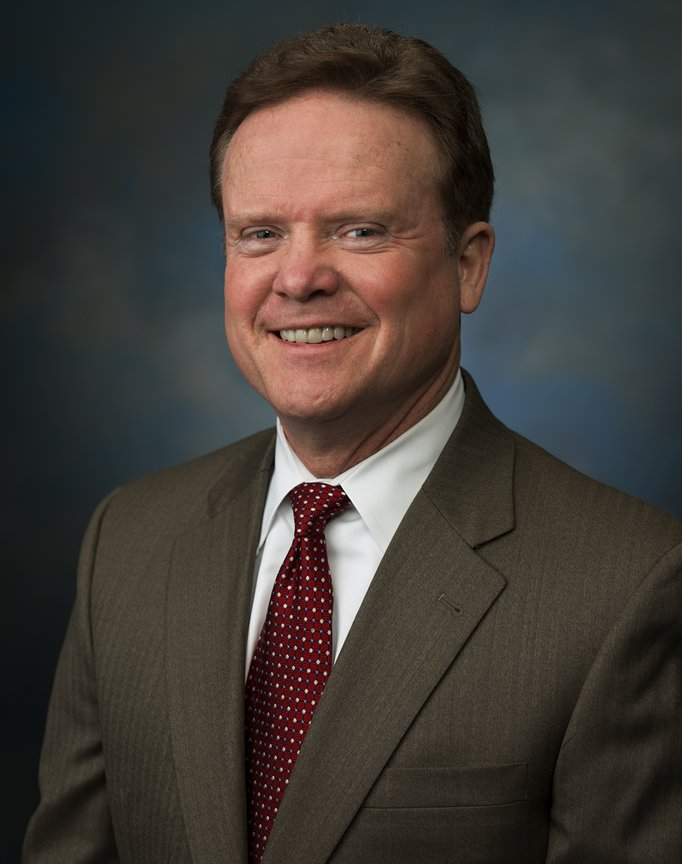
Jim Webb (Missouri)
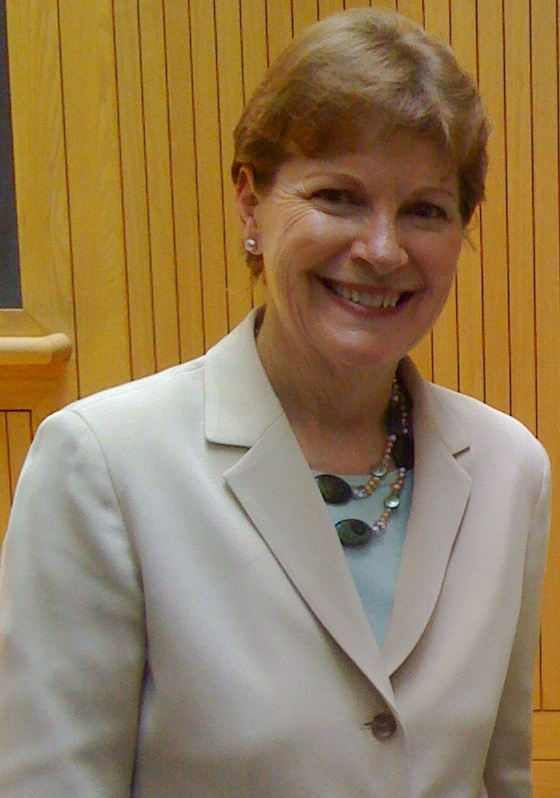
Jeanne Shaheen (New Hampshire)
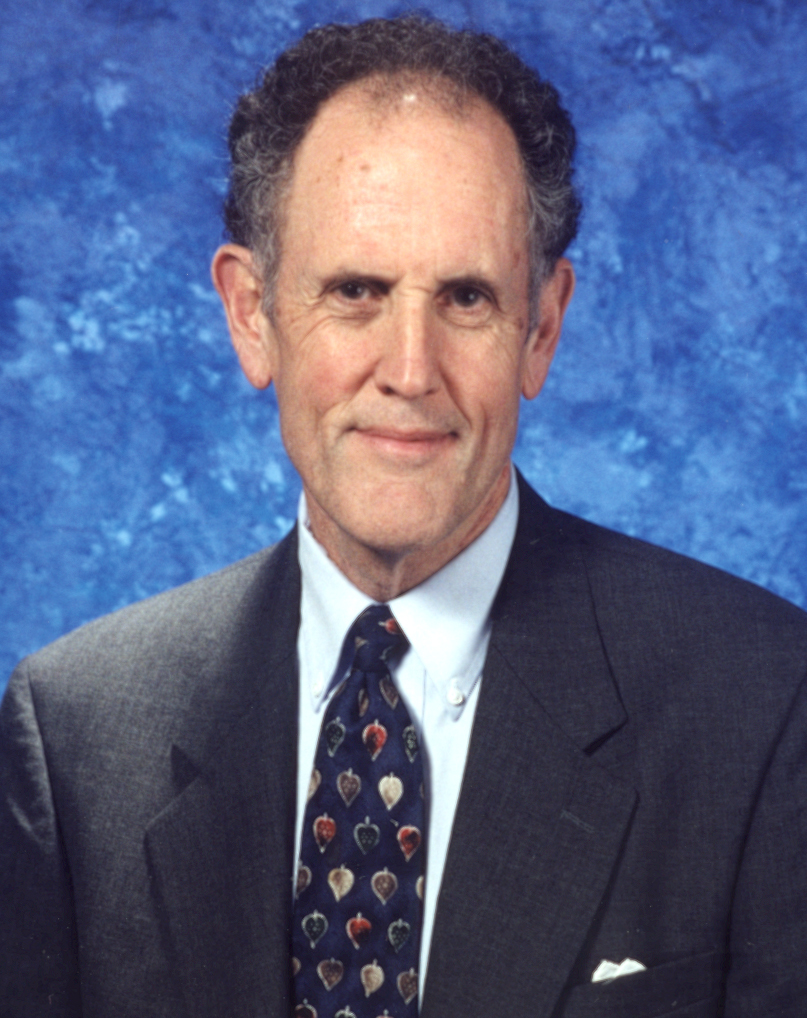
Ted Kaufman (Delaware)
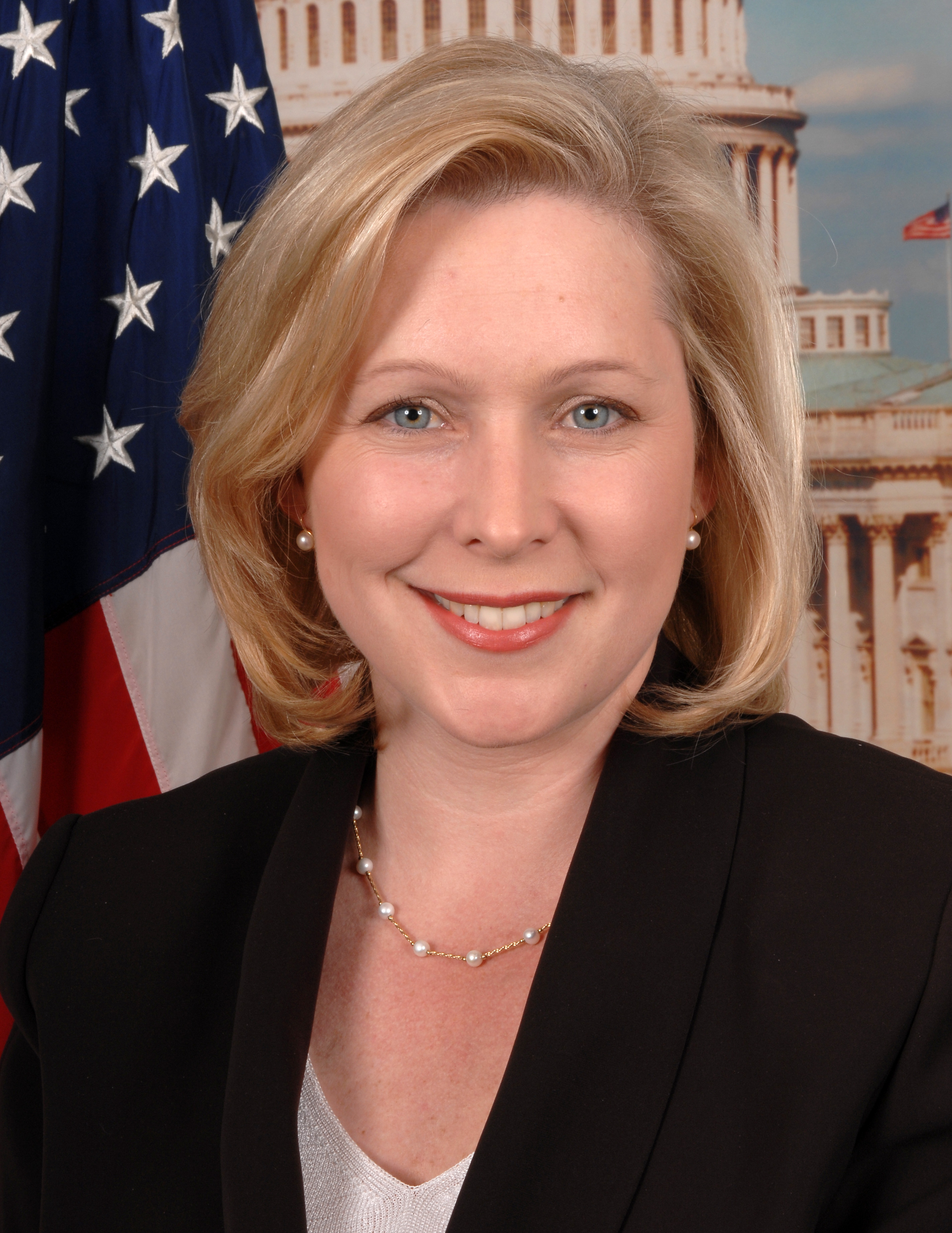
Kirsten Gillibrand (Nowy Jork)

### Mniejszośćrepublikańska

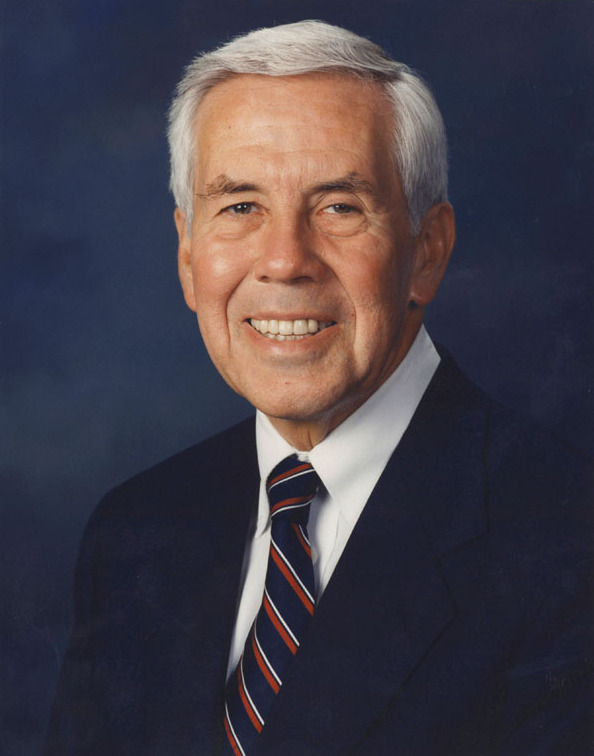
Dick Lugar (Indiana) – wiceprzewodniczący/naj- wyższy rangą członek mniejszości (ranking member)

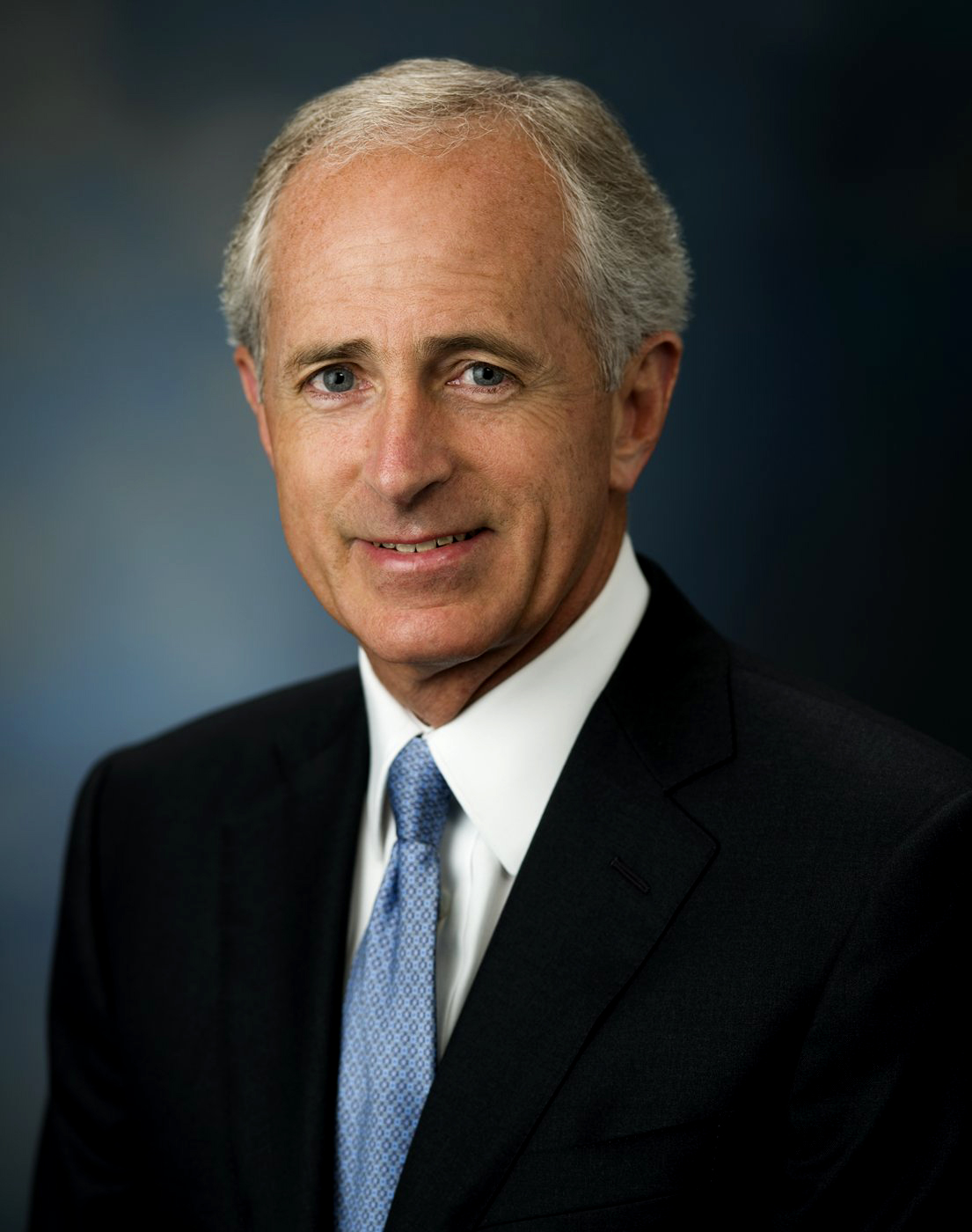
Bob Corker (Tennessee)
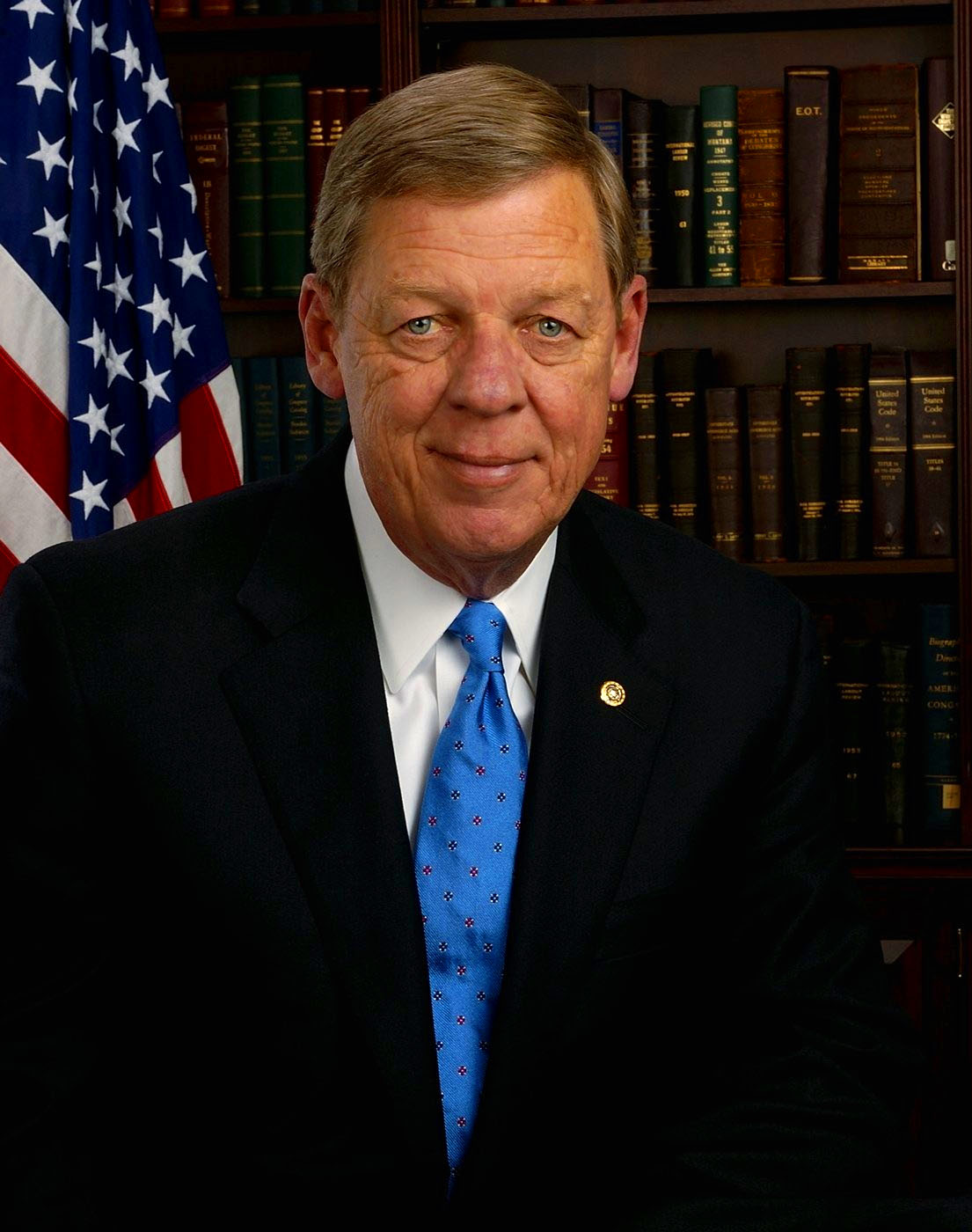
Johnny Isakson (Georgia)
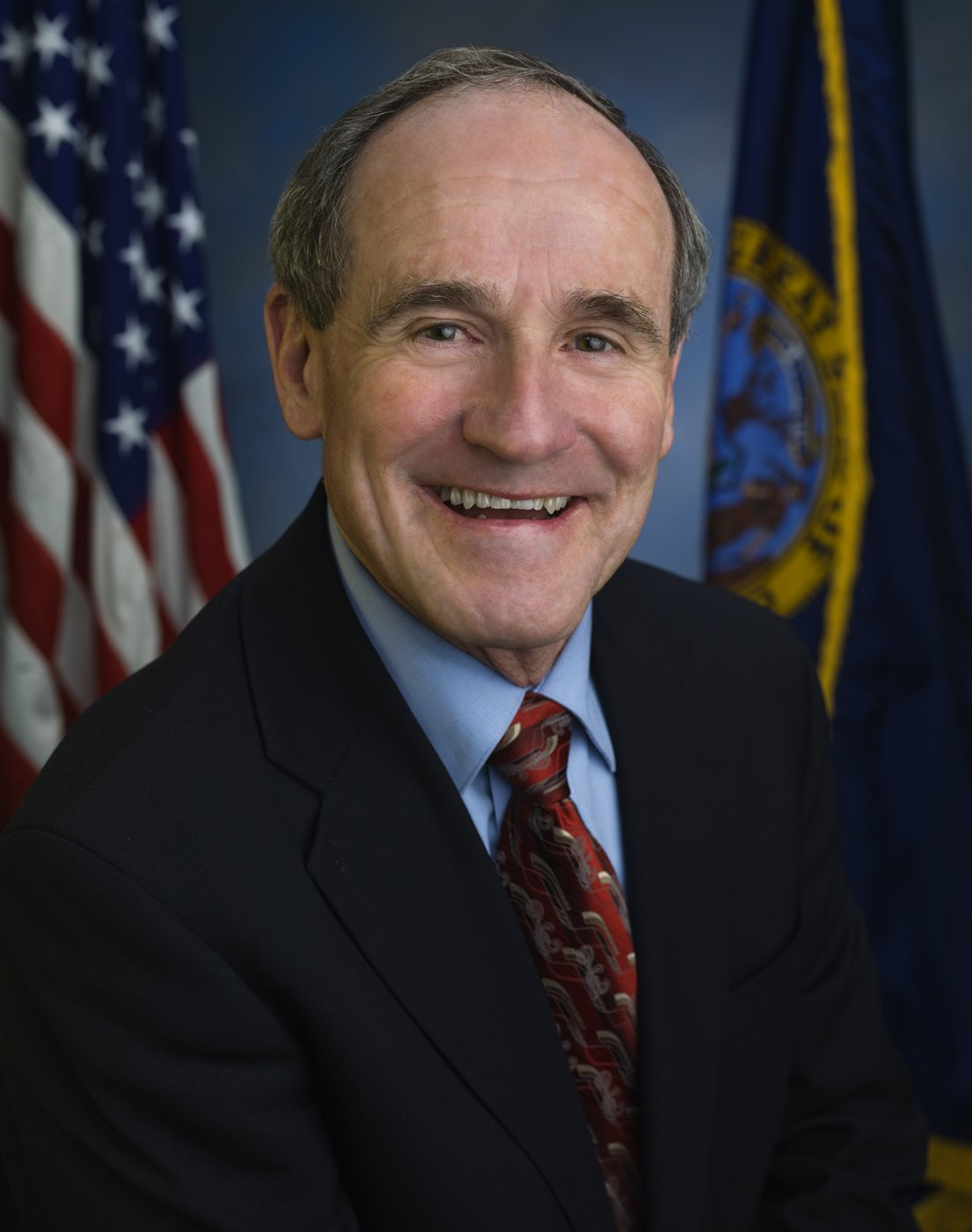
Jim Risch (Idaho)
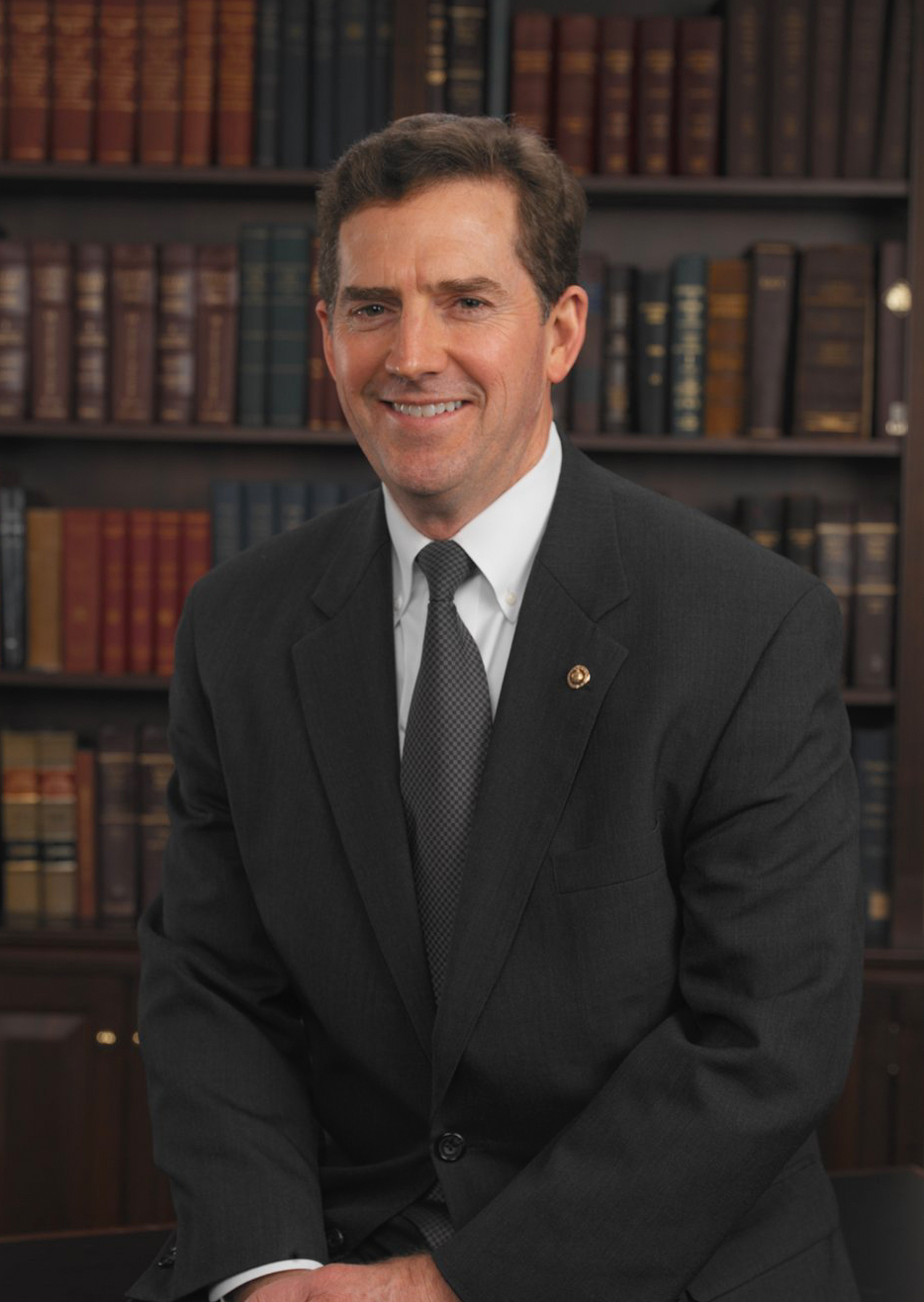
Jim DeMint (Karolina Południowa)
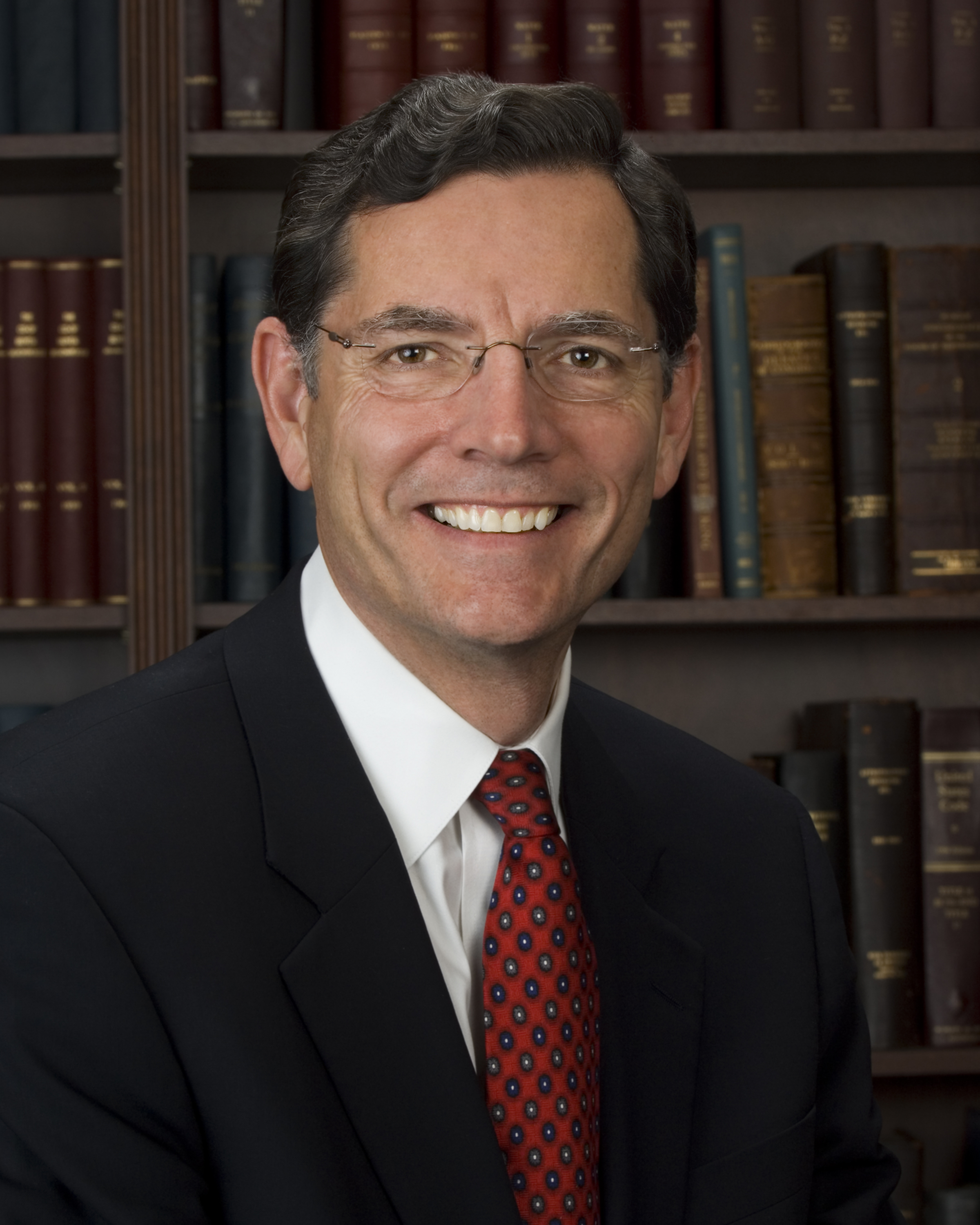
John Barrasso (Wyoming)
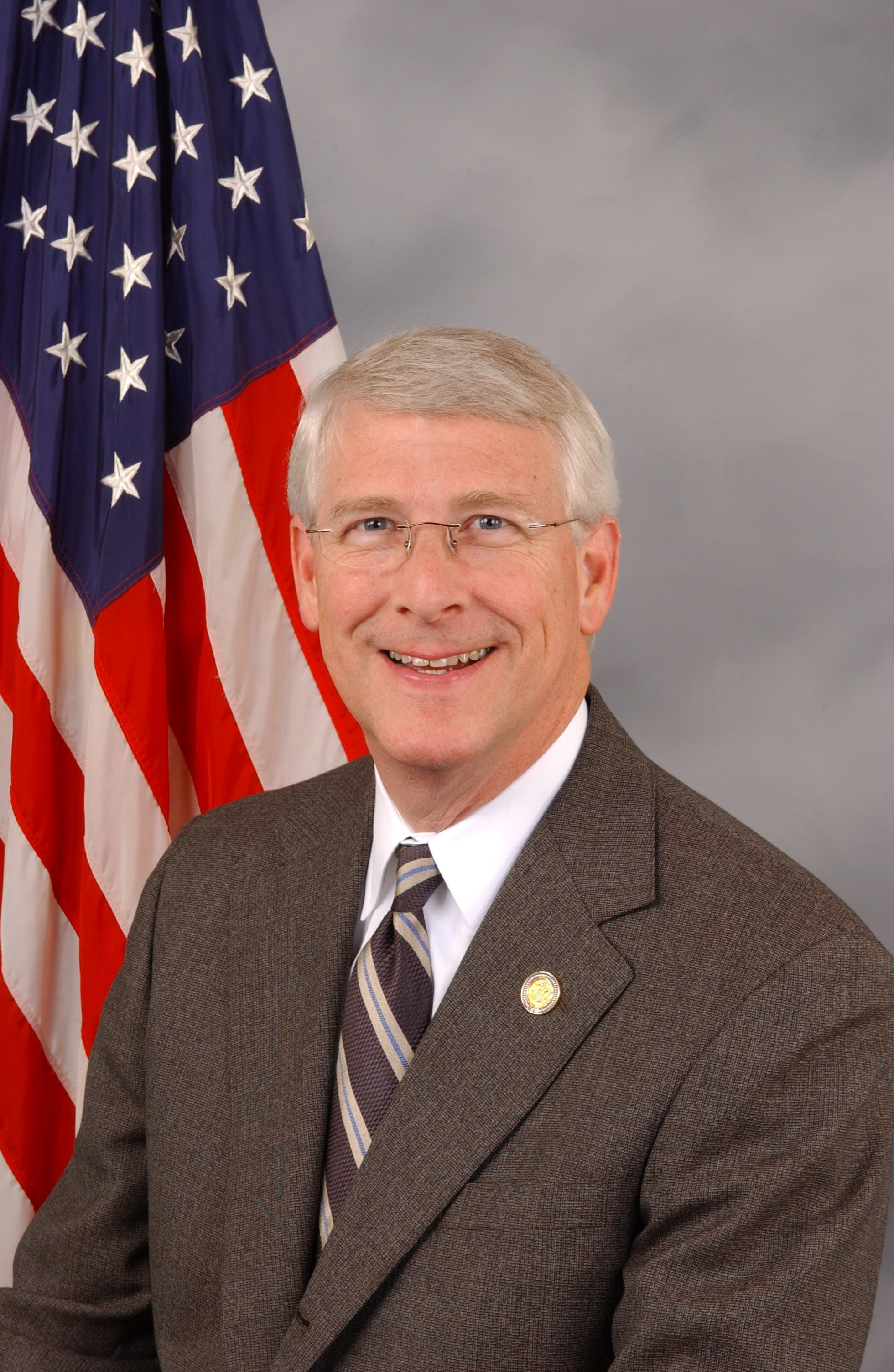
Roger Wicker (Missisipi)
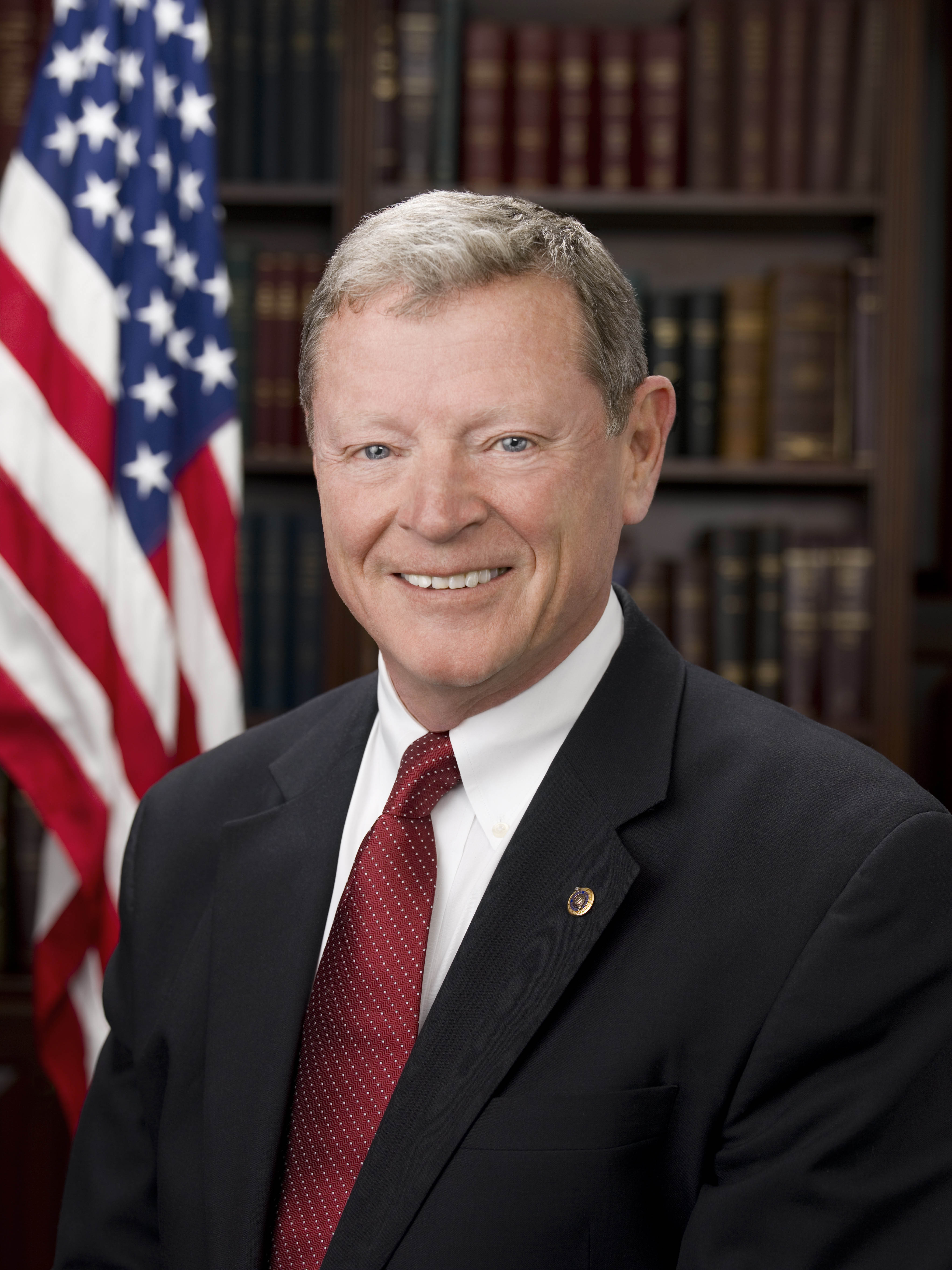
Jim Inhofe (Oklahoma)

## Podkomitety
- Subcommittee on African Affairs (Afryka)
- Subcommittee on East Asian and Pacific Affairs (Wschodnia Azja i Pacyfik)
- Subcommittee on European Affairs (Europa)
- Subcommittee on International Economic Policy Export and Trade Promotion (Międzynarodowa polityka ekonomiczna i promocja handlu)
- Subcommittee on International Operations and Terrorism (Międzynarodowe operacje i sprawy terroryzmu)
- Subcommittee on Near Eastern and South Asian Affairs (Bliski Wschód i Azja Południowa)
- Subcommittee on Western Hemisphere Peace Corps and Narcotics Affairs (Półkula zachodnia i sprawy zwalczania narkotyków)

## Przewodniczący
- James Barbour (R-VA) 1816-1818
- Nathaniel Macon (R-NC) 1818-1819
- James Brown (R-LA) 1819-1820
- James Barbour (R-VA) 1820-1821
- Rufus King (F-NY) 1821-1822
- James Barbour (R-VA) 1822-1825
- Nathaniel Macon (D-NC) 1825-1826
- Nathan Sanford (NR-NY) 1826-1827
- Nathaniel Macon (D-NC) 1827-1828
- Littleton W. Tazewell (D-VA) 1828-1832
- John Forsyth (D-GA) 1832-1833
- William Wilkins (D-PA) 1833-1834
- Henry Clay (W-KY) 1834-1836
- James Buchanan (D-PA) 1836-1841
- William C. Rives (W-VA) 1841-1842
- William S. Archer (W-VA) 1842-1845
- William Allen (D-OH) 1845-1846
- Ambrose H. Sevier (D-AR) 1846-1848
- Edward A. Hannegan (D-IN) 1848-1849
- Thomas Hart Benton (D-MO) 1849
- William R. King (D-AL) 1849-1850
- Henry S. Foote (D-MS) 1850-1851
- James M. Mason (D-VA) 1851-1861
- Charles Sumner (R-MA) 1861-1871
- Simon Cameron (R-PA) 1871-1877
- Hannibal Hamlin (R-ME) 1877-1879
- William W. Eaton (D-CT) 1879-1881
- Ambrose E. Burnside (R-RI) 1881
- George F. Edmunds (R-VT) 1881
- William Windom (R-MN) 1881-1883
- John F. Miller (R-CA) 1883-1886
- John Sherman (R-OH) 1886-1893
- John T. Morgan (D-AL) 1893-1895
- John Sherman (R-OH) 1895-1897
- William P. Frye (R-ME) 1897
- Cushman K. Davis (R-MN) 1897-1901
- Shelby M. Cullom (R-IL) 1901-1911
- Augustus O. Bacon (D-GA) 1913-1914
- William J. Stone (D-MO) 1914-1918
- Gilbert M. Hitchcock (D-NE) 1918–1919
- Henry Cabot Lodge (R-MA) 1919-1924
- William E. Borah (R-ID) 1924-1933
- Key Pittman (D-NV) 1933-1940
- Walter F. George (D-GA) 1940–1941
- Tom Connally (D-TX) 1941-1947
- Arthur H. Vandenberg (R-MI) 1947-1949
- Tom Connally (D-TX) 1949-1953
- Alexander Wiley (R-WI) 1953-1955
- Walter F. George (D-GA) 1955-1957
- Theodore F. Green (D-RI) 1957-1959
- J. William Fulbright (D-AR) 1959-1975
- John J. Sparkman (D-AL) 1975-1979
- Frank F. Church (D-ID) 1979-1981
- Charles H. Percy (R-IL) 1981-1985
- Richard G. Lugar (R-ID) 1985-1987
- Claiborne Pell (D-RI) 1987-1995
- Jesse Helms (R-NC) 1995–2001
- Joseph R. Biden Jr. (D-DE) 2001
- Jesse Helms (R-NC) 2001
- Joseph R. Biden Jr. (D-DE) 2001-2003
- Richard G. Lugar (R-IN) 2003-2007
- Joseph R. Biden Jr. (D-DE) 2007-2009
- John Kerry (D-MA) od 2009

### Wykaz skrótów
| - R-republikanin - F-federalista - D-demokrata - NR-narodowy republikanin - W-wig - VA-Wirginia - NC-Karolina Północna - LA-Luizjana - NY-Nowy Jork - GA-Georgia - PA-Pensylwania | - KY-Kentucky - OH-Ohio - AR-Arkansas - IN-Indiana - MO-Missouri - AL-Alabama - MS-Missisipi - MA-Massachusetts - ME-Maine - CT-Connecticut - RI-Rhode Island | - VT-Vermont - MN-Minnesota - CA-Kalifornia - IL-Illinois - NE-Nebraska - ID-Idaho - NV-Nevada - TX-Teksas - MI-Michigan - WI-Wisconsin - DE-Delaware |  |